# Eleição para o Senado dos Estados Unidos pela Califórnia em 2010
A eleição para o Senado dos Estados Unidos pelo estado americano da Califórnia em 2010 aconteceu no dia 2 de novembro de 2010. Boxer é candidata a reeleição. Ela enfrenta um duro desafio de sua principal oponente, a republicana Carly Fiorina, de acordo com várias pesquisas recentes.

## Primária Democrata
| Primária Democrata | Primária Democrata | Primária Democrata | Primária Democrata | Primária Democrata | Primária Democrata |
| Partido            | Candidato          | Votos              | %                  |                    |                    |
| Democrata          | Barbara Boxer      | 1.957.920          | 81%                |                    |                    |
| Democrata          | Brian Quintana     | 338.442            | 13,9%              |                    |                    |
| Democrata          | Mickey Kaus        | 123.573            | 5,1%               |                    |                    |
| ------------------ | ------------------ | ------------------ | ------------------ | ------------------ | ------------------ |

## Primária Republicana
| Primária Republicana | Primária Republicana | Primária Republicana | Primária Republicana | Primária Republicana | Primária Republicana |
| Partido              | Candidato            | Votos                | %                    |                      |                      |
| Republicano          | Carly Fiorina        | 1.315.429            | 56,4%                |                      |                      |
| Republicano          | Tom Campbell         | 504.289              | 21,7%                |                      |                      |
| Republicano          | Chuck DeVore         | 452.577              | 19,3%                |                      |                      |
| Republicano          | Al Ramirez           | 42.149               | 1,8%                 |                      |                      |
| Republicano          | Tim Kalemkarian      | 19.598               | 0,8%                 |                      |                      |
| -------------------- | -------------------- | -------------------- | -------------------- | -------------------- | -------------------- |

## Resultados
| Eleição para o senado da California em 2010 | Eleição para o senado da California em 2010 | Eleição para o senado da California em 2010 | Eleição para o senado da California em 2010 | Eleição para o senado da California em 2010 | Eleição para o senado da California em 2010 |
| Partido                                     | Candidato                                   | Votos                                       | %                                           |                                             |                                             |
| Democrata                                   | Barbara Boxer                               | 3.686.461                                   | 52,2%                                       |                                             |                                             |
| Republicano                                 | Carly Fiorina                               | 2.992.912                                   | 42,4%                                       |                                             |                                             |
| Partido Libertário (Estados Unidos)         | Gail Lightfoot                              | 120.690                                     | 1,7%                                        |                                             |                                             |
| Paz e Liberdade                             | Marsha Feinland                             | 91.166                                      | 1,3%                                        |                                             |                                             |
| América Independente                        | Edward Noonan                               | 88.185                                      | 1,2%                                        |                                             |                                             |
| Verde                                       | Duane Roberts                               | 87.468                                      | 1,2%                                        |                                             |                                             |
| votos válidos                               | votos válidos                               | 10.000.160                                  |                                             |                                             |                                             |
| Inválido ou votos em branco                 | Inválido ou votos em branco                 |                                             |                                             |                                             |                                             |
| Total                                       | Total                                       |                                             |                                             |                                             |                                             |
| ------------------------------------------- | ------------------------------------------- | ------------------------------------------- | ------------------------------------------- | ------------------------------------------- | ------------------------------------------- |

Fontes: